# Svenviken
Svenviken, djupt inskjutande vik i östra Ingå, avgränsas i öster av Degerölandet, som i äldre tider skildes från fastlandet av ett sund. Det ursprungliga namnet Svanvik ersattes mot slutet av 1700-talet av det nuvarande. Så kallade ståndspersoner började på 1880-talet bygga sommarvillor vid stränderna, men denna bosättning utplånades till stor del åren 1944─1956 då trakten ingick i Porkalaområdet som var utarrenderat till Sovjetunionen. Viken var en viktig hamnplats redan under medeltiden.
Då regelbunden ångbåtstrafik genom skärgården inleddes på 1880-talet blev Svenviken en anhalt på rutten västerut från Helsingfors. Där inträffade den 20 juni 1897 en svår olycka. Kustångaren ”Onni” skulle precis lägga till vid bryggan i Svenviken i dåvarande Degerby, då en explosionsartad brand bröt ut. Orsaken var att en berusad person tappat sin flaska (som rymde hela fem liter) i däcket, samtidigt som en annan som nyss tänt sitt rökverk slängde stickan. Sex personer i aktersalongen blev innebrända, och flera fick brännskador. Tur i oturen var att båten höll på att göra an bryggan, vilket innebar att största delen av de 150 passagerarna kunde stiga direkt iland.

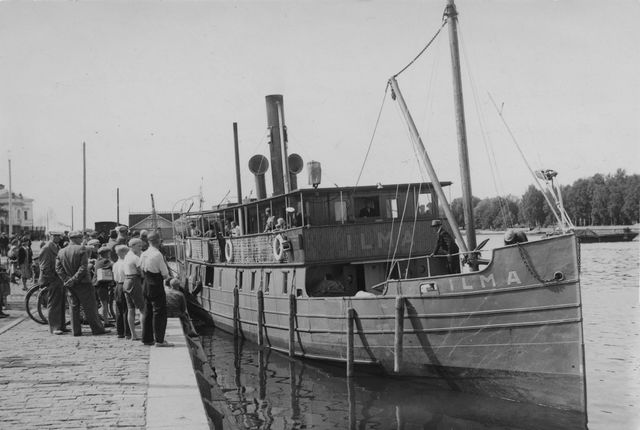
Ångbåten s/s Ilma opererade i skärgården mellan Helsingfors och Åbo

 Efter Kustbanans tillkomst 1903 transporterade ångbåtarna främst skärgårdsbor och sommargäster, men allt flera av anlöpningarna på fastlandet föll efterhand bort, och från och med seglationsperioden 1932 var s/s "Ilma” den enda båten som fortfarande gick upp i Svenviken. Efter Porkalaområdets tillkomst upphörde ångbåtstrafiken helt i de västnyländska vattnen.
År 1936 öppnades två butiker vid Svenviken. Under fortsättningskriget låg ett tyskt krigsfartyg vid en klippa på östra sidan av viken. Fartygen varierade; den sista som låg där innan tyskarna fick uppbrottsorder efter vapenstilleståndet 1944 var minfartyget ”Linz”, en 104 m lång båt på 3 374 brt, ursprungligen sjösatt som passagerarfartyg i Danzig 1940.
För att administrera den småbåtshamnverksamhet som uppstått efter Porkalaparentesen bildades 2015 Ab Svenvikens hamn.